# Кильчевский, Николай Александрович
Николай Александрович Кильчевский (1909—1979) — выдающийся учёный в области теоретической механики, академик АН УССР.

## Биография
В 1933 году окончил Киевский университет. Доктор физико-математических наук, профессор (1941). Работал в вузах Ташкента и Киева, с 1959 года — зав. отделом Института механики АН УССР.
Основные труды по теории оболочек, теории упругости, аналитической механике и прикладной математике.
Обобщил постановку и методы решения статических и динамических трёхмерных контактных упругих и упруго-пластических задач. Разработал новый подход к аналитическому описанию процессов, сопровождающих динамическое контактное взаимодействие твёрдых тел.
Николай Александрович посвятил, также, свою деятельность построению и обоснованию лагранжевой и гамильтоновой механик континуальных систем. Именно Кильчевский распространил вариационные принципы на механику сплошных сред. Результаты исследований были опубликованы в монографии "Аналитическая механика континуальных систем". 
Заслуженный деятель науки УССР (1977). Премия А. Н. Динника АН УССР (1977). Член Национального комитета СССР по теоретической и прикладной механике, член Президиума научно-методического совета по теоретической механики Минвуза СССР, председатель научного совета по проблеме «Общая механика» АН УССР, член редколлегии журнала «Прикладная механика».

## Труды
- Курс теоретической механики. Т. I (кинематика, статика, динамика точки). 2-е изд. — М.: Наука, 1977. — 480 с.
- Курс теоретической механики. Т. II (динамика системы, аналитическая механика, элементы теории потенциала, механика сплошной среды, специальной и общей теории относительности). — М.: Наука, 1977. — 544 с.
- Теория соударений твердых тел / под общ. ред. А. И. Лурье и Л. Г. Лойцянского. — М.—Л.: Гостехиздат, 1949. — 254 с. — (Современные проблемы механики). — 3000 экз.